# Populus yuana
Populus yuana är en videväxtart som beskrevs av Zhan Wang och S.L. Tung. Populus yuana ingår i släktet popplar, och familjen videväxter. Inga underarter finns listade i Catalogue of Life.